# San Cugat Sasgarrigas
San Cugat Sasgarrigas o San Cugat de Sasgarriguas (oficialmente en catalán: Sant Cugat Sesgarrigues) es un municipio de la comarca del Alto Panadés, provincia de Barcelona, comunidad autónoma de Cataluña, España. 

## Geografía
Integrado en la comarca de Alto Panadés, se sitúa a 49 kilómetros de Barcelona. El término municipal está atravesado por la carretera nacional N-340, entre los pK 1216 y 1217, y por una carretera provincial que se dirige hacia la AP-7. El terreno es llano en su mayor parte y ligeramente accidentado en el extremo suroriental, donde se alcanza la mayor altitud (Pi d'en Barba), en el límite con el término de Avinyonet. El término es drenado por la riera de Sant Marçal, que se une, pasado el Santo Sepulcro, con la riera de Ribes. La altitud oscila entre los 397 metros al sureste y los 210 metros a orillas de la riera de Sant Marçal. El pueblo se alza a 270 metros sobre el nivel del mar.

Localización de San Cugat Sasgarrigas dentro del Alto Panadés

| Noroeste: La Granada                        | Norte: Avinyonet del Penedés | Nordeste: Avinyonet del Penedés |
| Oeste: Villafranca del Panadés y La Granada |                              | Este: Avinyonet del Penedés     |
| Suroeste: Olèrdola                          | Sur: Olèrdola                | Sureste: Avinyonet del Penedés  |

## Historia
Existen referencias a San Cugat Sasgarrigas ya en el año 1018, como una posesión del obispo Hug de Cervelló. 
En 1394 Villafranca del Panadés adquirió la jurisdicción del término municipal y fue incorporada a la corona. La población siguió el mismo ritmo que la extensión del conreo de la viña, su principal actividad económica. Por ese motivo, con la crisis de la filoxera, el lugar quedó muy afectado. La Masia de la Torre del Gall fue quizá construida sobre una antigua edificación romana, a partir del siglo XV, con ampliaciones y remodelaciones posteriores.

## Economía
La principal actividad económica de San Cugat Sasgarrigas ha sido, desde siempre, la agricultura; y de una forma especial, el cultivo de la viña.

## Cultura

### Museos
- Museo del Forn. Exposición rural, con herramientas agrícolas y diversas antigüedades expuestas.

### Deporte
El AEK Sant Cugat es el club de fútbol sala del pueblo. Fundado en el año 1989.

## Demografía
San Cugat Sasgarrigas cuenta con una población de 1031 habitantes (INE 2024).
| Gráfica de evolución demográfica de San Cugat Sasgarrigas entre 1842 y 2021 |
| |
| Población de derecho según los censos de población del INE. Población de hecho según los censos de población del INE.En estos censos se denominaba San Cugat Sasgarrigas: 1842, 1857, 1860, 1877, 1887, 1897, 1900, 1910, 1920, 1930, 1940, 1950, 1960, 1970 y 1981. |

| 672                        | 718 | 632 | 739 | 890 |
| (Fuente: [cita requerida]) |     |     |     |     |

- Gráfico demográfico de San Cugat Sasgarrigas 1717 y 2006

1717-1981: población de hecho; 1990-: población de derecho

## Administración y política
| Periodo   | Nombre                  | Partido |
| --------- | ----------------------- | ------- |
| 1987-1991 | Josep Mitjans Boada     | LLEBEIG |
| 1991-1995 | Josep Mitjans Boada     | LLEBEIG |
| 2003-2007 | Maria Rosa Escala Moyés | PSC     |
| 2007-2011 | Maria Rosa Escala Moyés | PSC     |